# The Veronicas
The Veronicas sono un duo pop rock/pop punk australiano costituito dalle gemelle Lisa Marie e Jessica Louise Origliasso (Albany Creek, 25 dicembre 1984).
Attive sul panorama musicale dal 2005, nel corso della loro carriera hanno pubblicato sei album in studio e hanno ottenuto successo oltreconfine principalmente con i primi due, da cui sono stati estratti i singoli 4ever e Untouched, che hanno raggiunto buoni consensi nelle classifiche internazionali.

## Storia

### Primi anni
Nate nei pressi di Brisbane da genitori di origini siciliane, esordiscono all'età di cinque anni con il nome di "The Origliasso Twins", successivamente cambiato in "Lisa & Jessica". Scoperte discograficamente dal produttore australiano Stuart Stuart, incidono con questo un EP in stile elettronico e, poco dopo, producono brani dalle sonorità orientate verso il pop rock. Nel 2001 recitano nel telefilm Cybergirl, per tornare però a breve in una sala di registrazione con il nuovo nome "Teal", con il quale pubblicano il singolo Baby It's Over.
Successivamente, intorno al 2004, incontrano il direttore musicale Hayden Bell e grazie al suo appoggio, riescono a firmare il loro primo contratto di produzione. Al fine di sviluppare le loro abilità di scrittura dei brani, vengono affiancate a noti cantautori e produttori come Billy Steinberg e Max Martin, con i quali creano circa cinquanta canzoni. Successivi meeting vengono fissati con la Warner Bros. Records negli Stati Uniti. Seymour Stein e gli altri principali esecutivi riconoscono che Bell ha scovato due potenziali talenti musicali, pertanto ottengono la firma di un contratto di due milioni di dollari con la società.
Il loro nome, cioè The Veronicas, è stato scelto dopo aver guardato il film Schegge di follia in cui l'attrice Winona Ryder interpretando il ruolo di Veronica alla domanda Sei una Heathers? afferma orgogliosamente No, sono una Veronica e, come dichiarato dalle stesse gemelle, a colpirle è stato quell'atteggiamento cool e unico che la contraddistingueva.

### 2005-2006:The Secret Life of...

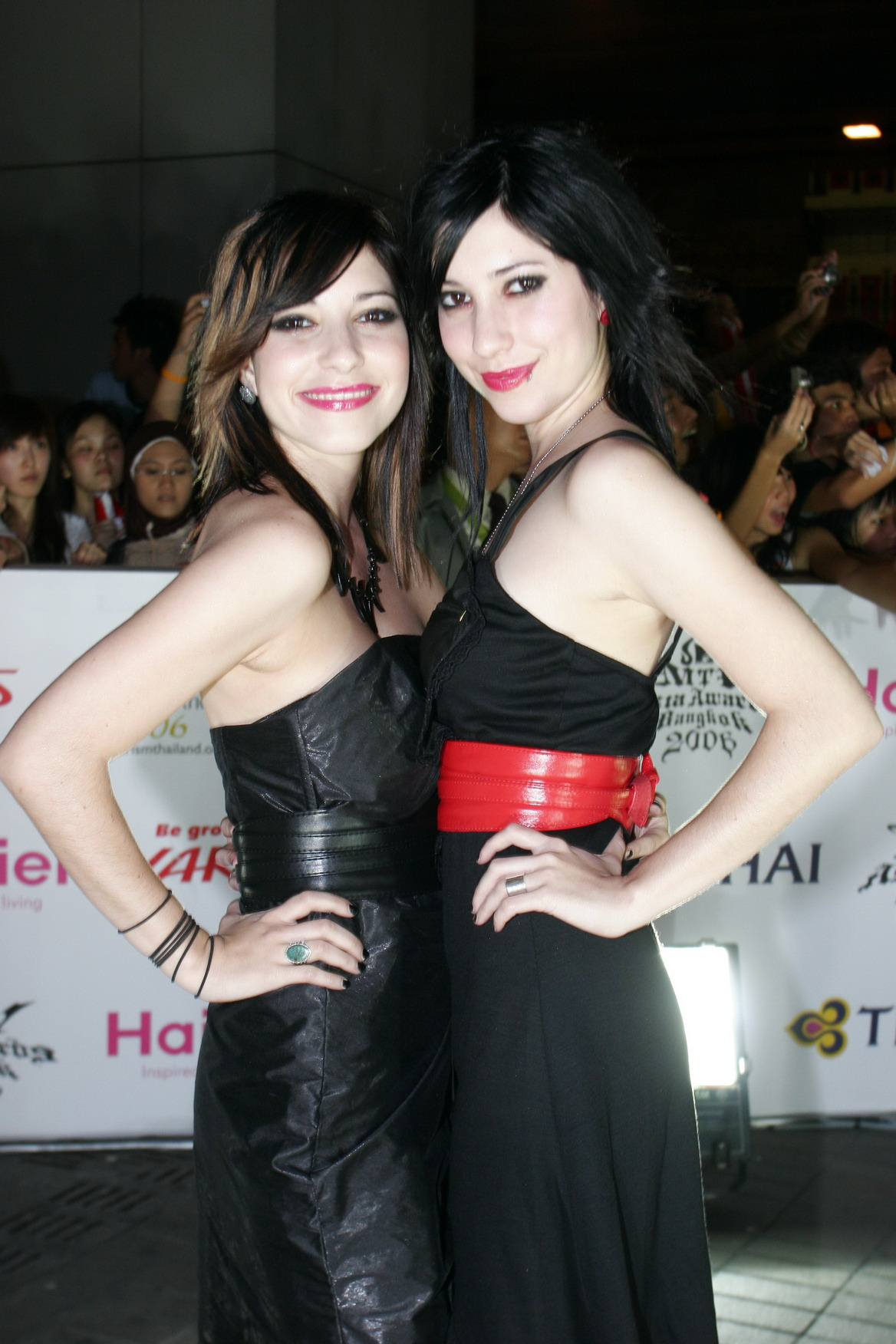
The Veronicas agli MTV Asia Awards 2006

Firmato un contratto con la Sire Records, si trasferiscono a Los Angeles e incidono l'album The Secret Life of... con la collaborazione di produttori di altre star quali Don Gilmore (Linkin Park), Dr. Luke (Kelly Clarkson), Max Martin (Britney Spears) e Toby Gad (Enrique Iglesias). Il disco esce verso la fine del 2005 in Australia, Asia e Nuova Zelanda, guadagnando ben quattro dischi di platino solo entro i confini australiani; il progetto si aggiudica inoltre tre nomination agli ARIA Awards trionfando nella categoria Best Pop Release e trascorre una durata di tempo nella top-40 delle classifiche del Paese pari a oltre un anno.
Il primo singolo estratto dall'album è 4ever, lanciato prima dell'uscita del disco, che ottiene anche un discreto riscontro internazionale.
Pubblicato in America alcuni mesi dopo, 4ever non rientra in classifica negli Stati Uniti, ma vende comunque mezzo milione di copie, diventando disco d'oro certificato dalla Recording Industry Association of America. Dal disco vengono estratti altri quattro singoli, pubblicati tra il 2005 e il 2006, tra cui Everything I'm Not e When It All Falls Apart. 
Nel maggio 2006 le The Veronicas debuttano in Europa, ma la mancata promozione del duo da parte della casa discografica non le porta sotto i riflettori del vecchio continente. Il 26 e 27 maggio 2006 le due ragazze sbarcano in Italia, partecipando a Play It e MTV Total Request Live, esibendosi con 4ever e When It All Falls Apart, rispettivamente il primo e il terzo singolo estratti dall'album.
Per promuovere il loro disco, le gemelle si esibiscono in due tour; l'ultimo, il The Revolution Tour, che ha fatto tappa in diverse città australiane, viene caratterizzato dal 'tutto esaurito' in ogni show. Programmano con Ashlee Simpson un tour promozionale, ma per motivi di salute di Lisa il tour viene rimandato. Il loro primo CD/DVD live dal titolo Exposed... the Secret Life of The Veronicas, che racchiude diverse esibizioni e backstage del tour promozionale, esce in Australia nel 2006, ottenendo ben due dischi di platino.

### 2007-2009:Hook Me Upe la fama internazionale

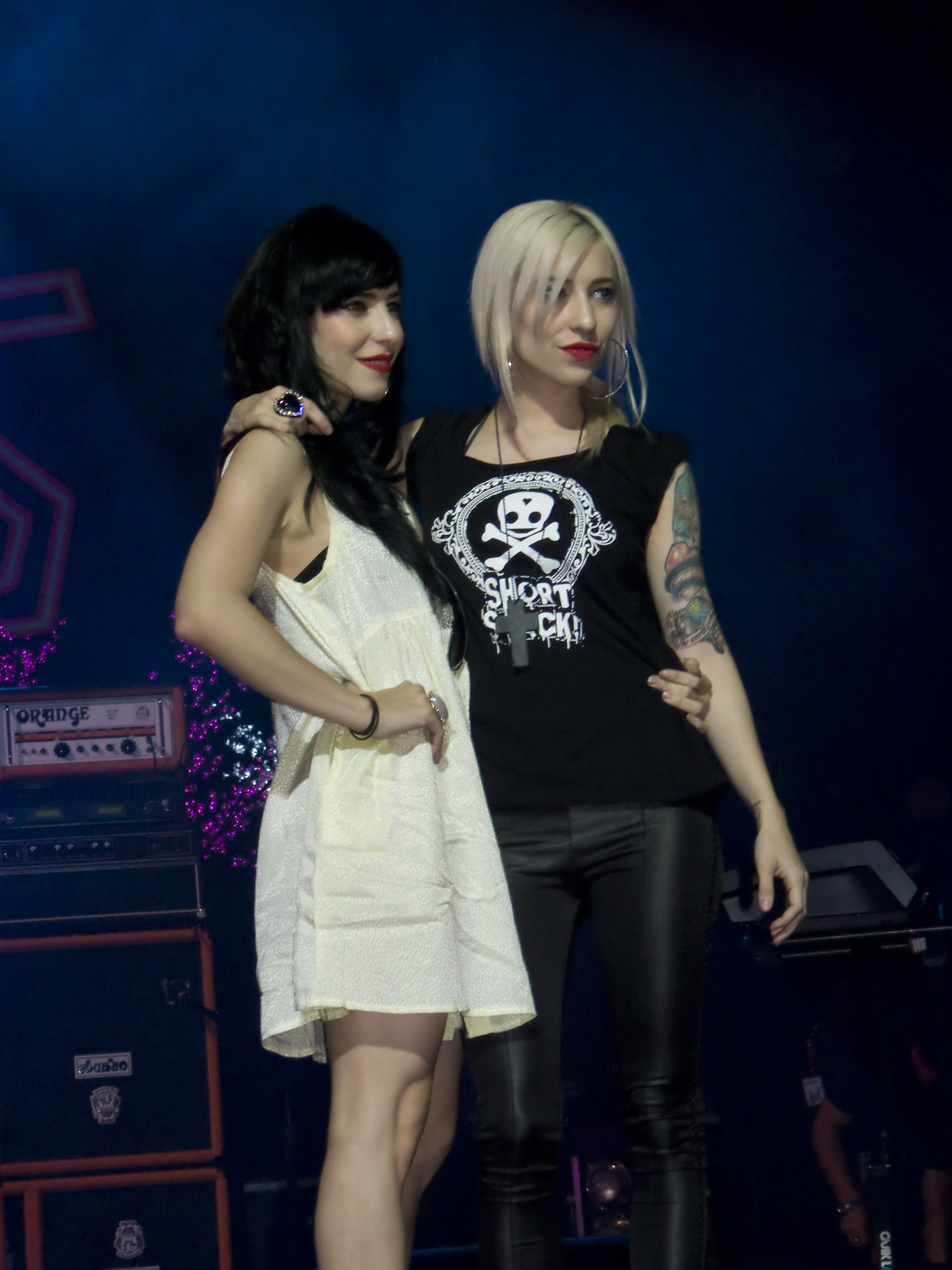
The Veronicas nel 2009

Il duo comincia a lavorare al secondo album in studio a partire dagli inizi del 2007. Il disco viene scritto e prodotto a Los Angeles, in California, con la collaborazione dei produttori Toby Gad e John Feldmann.
Il primo singolo dal nuovo progetto è la fortunata Hook Me Up, primo brano del duo ad arrivare al vertice delle classifiche australiane.
L'album, anch'esso chiamato Hook Me Up, viene pubblicato in Australia il 3 novembre 2007 e debutta al secondo posto della classifica australiana con una vendita di 9 531 unità. Secondo i dati di mercato fino alla fine dell'anno, il disco rappresenta il ventottesimo miglior incasso nel Paese del 2007.
Untouched è il secondo singolo estratto dall'album e diviene in breve tempo una hit nonché la loro canzone di maggiore successo: è difatti il loro primo brano a raggiungere la top-20 sia negli Stati Uniti che nel Regno Unito e la vetta in Irlanda. Avendo raggiunto una vendita complessiva superiore a un milione di copie, ottengono per il brano il disco di platino, divenendo le prime artiste di nazionalità australiana nel XXI secolo a vendere un milione di unità negli Stati Uniti. Il brano viene inoltre inserito nella colonna sonora del videogioco FIFA 09.
This Love, scritto e composto da Kesha, viene poi pubblicato come terzo singolo in Australia e arriva alla posizione numero 10. Successivamente viene distribuito come singolo Take Me on the Floor, che entra nella Hot 100 statunitense, bloccandosi tuttavia all'81º posto. L'album Hook Me Up uscirà successivamente in Italia il 3 aprile 2008 e in America il 13 maggio seguente, con Untouched come singolo d'apertura.
Nel frattempo, il duo prende parte alla celebre serie televisiva targata Disney Zack e Cody al Grand Hotel col ruolo di guest star per lo speciale Zack e Cody vanno a Hollywood; nel corso della loro apparizione, si esibiscono con Cry, una loro canzone.
Il The Hook Me Up Tour in Australia debutta il 20 novembre 2007 a Perth per poi concludersi il 12 dicembre seguente a Gold Coast, sempre in Australia. Nel 2008 le The Veronicas aprono i concerti negli Stati Uniti di Natasha Bedingfield, dei Jonas Brothers e degli Hanson. Nel febbraio 2009 avviano il Revenge Is Sweeter Tour che ha coinvolto l'Oceania e, a partire da marzo, anche l'Europa. Durante l'estate tengono il loro primo tour in Nord America supportate anche dalla band The Pretty Reckless, capitanata dall'attrice Taylor Momsen, famosa per il suo ruolo in Gossip Girl.

### 2010-2015: il divorzio dalla Warner eThe Veronicas

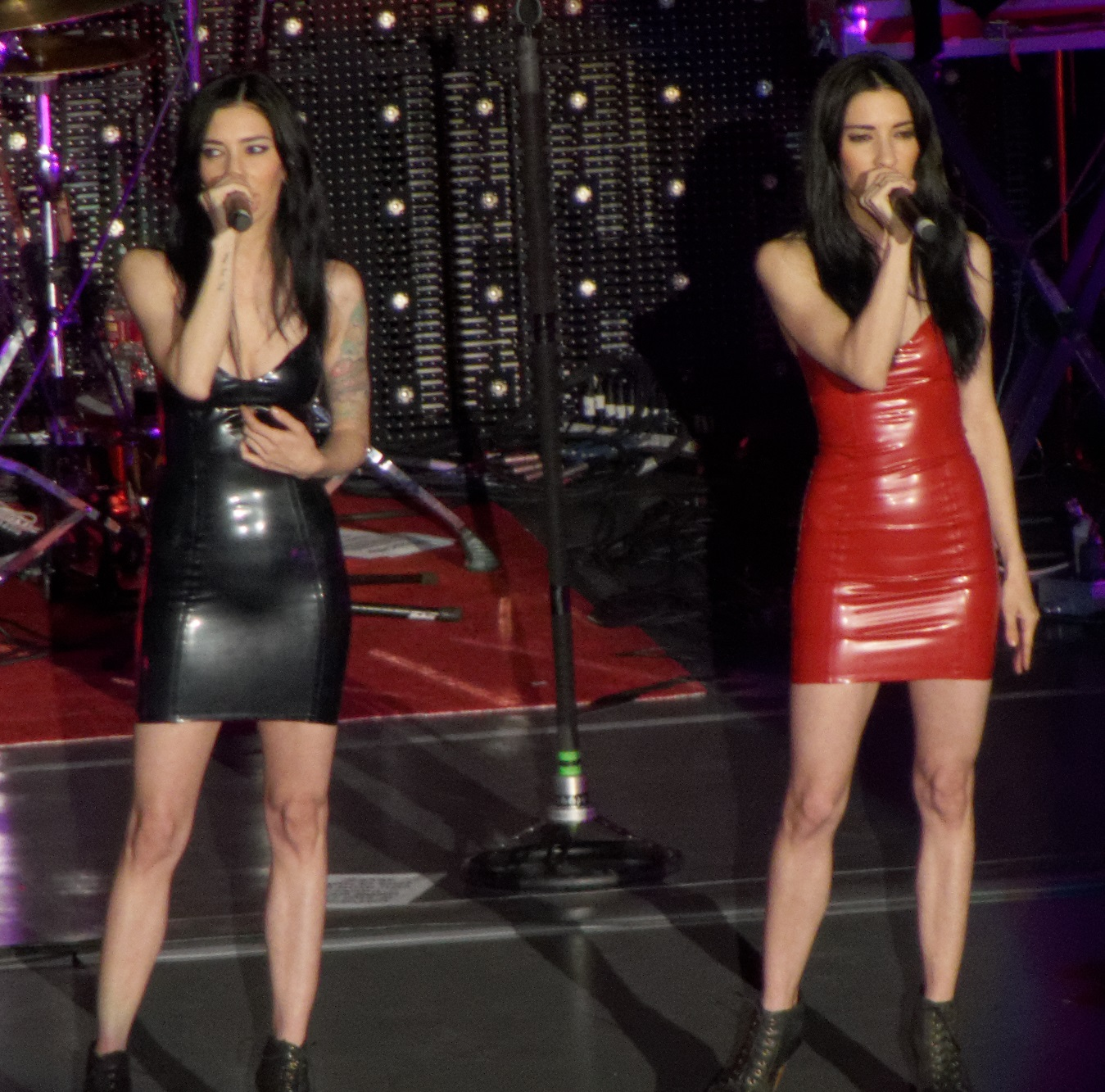
Il duo in esibizione al Forum di Inglewood nel 2014

La scrittura del terzo album comincia a partire dal dicembre 2009 mentre le prime sessioni di registrazione avvengono il mese successivo. 
Poco più di due anni dopo, nel mese di marzo 2012 il duo annuncia tramite la pagina ufficiale Facebook di aver terminato le registrazioni del disco, il primo album dopo tre anni di pausa dalle scene musicali, oltre a essere diverso dai suoi predecessori, come riferito dalle cantanti.
Nel mese di maggio le The Veronicas, riprese durante il photo shoot per il booklet dell'album, dichiarano che il disco uscirà nei mesi di settembre-ottobre 2012 e avrà come titolo Life on Mars. Il 27 luglio 2012 esce (in Australia e in Nuova Zelanda) il singolo Lolita, che non sarà però presente nel nuovo disco.
Tuttavia, il progetto originale non vede luce a causa di conflitti tra le cantanti e l'etichetta discografica, che costringono il duo a un processo di modifica dei temi dell'album e alla posticipazione della data di uscita dello stesso. Il 26 ottobre 2013 il duo annuncia di aver abbandonato la Warner Records e poco dopo viene reso pubblico anche il cambio titolo del disco, ora ribattezzato in You and Me, in uscita nel 2014.
Nel frattempo, firmano un contratto con la Sony Music Australia e riprendono a lavorare al progetto. Quest'ultimo, l'eponimo The Veronicas, viene pubblicato in Australia il 21 novembre 2014 ed è composto da quattordici tracce, tra le quali vi è il singolo di traino You Ruin Me, diffuso il 19 settembre 2014 e arrivato alla vetta delle classifiche australiane. In concomitanza con l'uscita del disco viene pubblicato anche il secondo estratto, If You Love Someone. Dopo aver aperto alcune delle date statunitensi del tour della band 5 Seconds of Summer nel corso del novembre 2014, nel febbraio del 2015 viene trasmesso in radio il singolo Cruel, di cui viene girato e pubblicato anche un video il 28 febbraio 2015.

### 2016-2022: impegni televisivi e i due albumGodzillaeHuman
Il 19 giugno 2016 prendono brevemente parte come coach all'edizione australiana del talent show The Voice. Il 26 giugno, al termine del loro mandato al programma, si esibiscono dal vivo con il loro nuovo singolo In My Blood, pubblicato il 10 giugno in Australia, dove domina le classifiche per due settimane consecutive, divenendo la loro terza hit al vertice.
Il 14 ottobre esce il nuovo singolo intitolato On Your Side e il mese seguente viene pubblicato il relativo videoclip scritto e diretto da Ruby Rose. Durante lo stesso anno il duo performa agli ARIA Music Awards esibendosi in topless con In My Blood, causando controversie su Internet.
Il 31 maggio 2017 il duo annuncia l'uscita del singolo The Only High, terzo estratto dal quarto album di prossima uscita, originariamente programmato per giugno 2017. Ciononostante, il 13 novembre successivo viene annunciata la sospensione di nuovo materiale musicale fino al 2018.
Il 15 aprile 2018 le The Veronicas si esibiscono con Can't Get You Out of My Head nel corso della cerimonia di chiusura dei Giochi del Commonwealth 2018. L'anno seguente pubblicano un altro singolo, Think of Me, che viene reso disponibile nel marzo 2019. 
Nell'ottobre 2019 viene confermato il reality show del duo, intitolato The Veronicas: Blood Is for Life, che debutta su MTV il 10 novembre seguente. In supporto al reality, il duo pubblica Ugly, canzone che funge anche da sigla del programma.
Nel giugno del 2020 il Sydney Morning Herald riporta la notizia che il duo avrebbe nuovamente ricoperto il ruolo di 'coach ospiti' a The Voice Australia al posto di Boy George, costretto a registrare le puntate da remoto a causa della pandemia di COVID-19. Sempre a giugno le due sorelle concretizzano l'uscita del loro quarto album in studio.
Il 26 marzo 2021 le The Veronicas pubblicano la canzone Godzilla, che viene inclusa nell'omonimo LP, il primo a distanza di quasi sette anni dal precedente e pubblicato il 28 maggio 2021, a cui segue, meno di un mese dopo, il quinto album in studio Human, che esce il 25 giugno. I due progetti contengono, in maniera alternata, i singoli del duo usciti a partire dal 2016. Per la promozione degli album il duo si esibisce in tour tra il 2021 e il 2022, anno in cui le due sorelle lasciano la Sony Music, loro etichetta dal 2014.
Il duo successivamente firma per la Big Noise Records negli Stati Uniti, in vista di future pubblicazioni. Nel frattempo, nel settembre 2022, le due sorelle Origliasso pubblicano progetti solisti separati: quello di Jessica intitolato Seeing Stars e quello di Lisa intitolato Cruisin' On My Own.

### 2023-presente: il sesto albumGothic Summer
Nuovamente tornate come duo, nell'ottobre 2023 pubblicano il singolo Perfect e annunciano l'uscita del sesto album in studio Gothic Summer, progetto con il quale riabbracciano lo stile pop punk dei primi album. A dicembre esce il secondo singolo Detox, un'altra anticipazione del nuovo album. Dopo la pubblicazione del terzo estratto dal progetto, Here to Dance, viene resa nota la data di pubblicazione del disco, che esce il 22 marzo 2024, seguito da un tour promozionale negli Stati Uniti tra aprile e maggio dello stesso anno.
Nella primavera del 2025 aprono i concerti australiani del Girls Just Wanna Have Fun Farewell Tour di Cyndi Lauper.

## Vita privata
Le due gemelle Origliasso sono a favore dei diritti LGBT+ e si battono per una maggior apertura nei confronti degli aborigeni australiani, oltre a sostenere attivamente associazioni animaliste e protezioniste quali Wildlife Warriors Worldwide e Sea Shepherd.
Lisa è stata insieme al cantante statunitense Ryan Cabrera dal 2005 al 2006; al cantante e attore sudafricano Dean Geyer dal 2007 al 2008; all'attore e cantante statunitense Reeve Carney dal 2008 al 2011. Ha iniziato una relazione con l'attore statunitense Logan Huffman nel 2014 e a fine 2016 la coppia si è ufficialmente fidanzata, sposandosi nel novembre 2018.
Jessica è bisessuale. È stata insieme all'attrice e modella Ruby Rose nel 2008; al cantante e chitarrista statunitense Billy Corgan dal 2010 al 2012; al cantante e chitarrista Josh Katz della band statunitense Badflower dal 2014 al 2016. È tornata insieme a Ruby Rose a novembre 2016 dopo aver registrato il video per il singolo On Your Side, ma la loro relazione è terminata nell'aprile 2018. È vegana dal 2008 ed è stata testimonial di PETA nel 2009.

## Formazione
- Lisa Marie Origliasso
- Jessica Louise Origliasso

## Discografia

### Album in studio
- 2005 – The Secret Life of...
- 2007 – Hook Me Up
- 2014 – The Veronicas
- 2021 – Godzilla
- 2021 – Human
- 2024 – Gothic Summer

### Album dal vivo
- 2006 – Exposed... the Secret Life of The Veronicas
- 2009 – Revenge Is Sweeter Tour

### Raccolte
- 2009 – Complete
- 2018 – Untouched

## Tournée
Come artiste principali
- Revolution Tour (2006)
- Hook Me Up Tour (2007)
- Revenge Is Sweeter Tour (2009)
- Pre Third Album Tour (2011-2012)
- Sanctified Tour (2015)
- Godzilla V Human Tour (2021-2022)
- Gothic Summer Tour (2024)

Come artiste d'apertura
- Rock Out with Your Socks Out Tour dei 5 Seconds of Summer (2014)
- Girls Just Wanna Have Fun Farewell Tour di Cyndi Lauper (2025)

Come artiste ospiti
- Half Way to the Top Tour dei Cool Boys and the Frontman (2016)

## Riconoscimenti
- ARIA Music Awards
  - 2005 – Miglior pubblicazione pop per The Secret Life of...
  - 2015 – Miglior video per You Ruin Me

- Dolly Teen Choice Awards
  - 2006 – Hottest Music Act
  - 2008 – Most Played on my iPod per Hook Me Up

- MTV Australia Awards
  - 2006 – Spankin' New Aussie Artist
  - 2006 – Miglior video dell'anno per 4ever
  - 2008 – Miglior artista australiano

- MTV Europe Music Awards
  - 2009 – Candidatura al Miglior artista MTV Push
  - 2015 – Candidatura al Miglior artista australiano

- Nickelodeon Australian Kids' Choice Awards
  - 2006 – Gruppo musicale australiano favorito
  - 2007 – Gruppo musicale favorito
  - 2008 – Gruppo musicale favorito

- Queensland Music Awards
  - 2016 – Highest Selling Album per The Veronicas
  - 2017 – Highest Selling Single per In My Blood

- TMF Awards
  - 2006 – Miglior artista internazionale